# CA Osasuna
CA Osasuna er en spansk fodboldklub fra Pamplona i Navarra, der spiller i La Liga. Klubbens navn er baskisk og betyder helbred.

## Historie
Klubben blev grundlagt i 1920 og debuterede i La Liga i sæsonen 1934-35. Siden har klubben ofte været i den bedste række, og den rykkede senest op i 2000.
I 2005 nåede klubben finalen i Copa del Rey, der dog blev tabt til Betis Sevilla. Klubben havde sin bedste sæson i 2005-06, hvor det blev til en tangering af den hidtil bedste placering i ligaen (en 4. plads fra 1990-1991).
I 2006-07 blev det således til kvalifikationskampe for at komme i Champions League. Her tabte klubben dog til Hamburger SV på reglen om flest scorede udebanemål. Derfor kom klubben med i UEFA Cuppen i stedet, hvor den nåede helt til semifinalen. I semifinalen blev de dog slået af et andet spansk hold, nemlig Sevilla FC.

## Titler
La Liga:
- Bedste placering: 4. plads (1990/1991 og 2005/2006)

Copa del Rey:
- Sølv (1): 2004/2005

## Kendte spillere
- Savo Milošević
- Andoni Goikoetxea
- Javad Nekounam
- Masoud Shojaei